# Semiothisa uvidaria
Semiothisa uvidaria är en fjärilsart som beskrevs av Swinhoe 1904. Semiothisa uvidaria ingår i släktet Semiothisa och familjen mätare. Inga underarter finns listade i Catalogue of Life.